# (217) Eudora
(217) Eudora ist ein Asteroid des äußeren Hauptgürtels, der am 30. August 1880 vom französischen Astronomen Jérôme-Eugène Coggia am Observatoire de Marseille entdeckt wurde.
Der Asteroid wurde nach Eudore benannt. Dies ist der Name für (1) eine der Nereiden, (2) eine der Okeaniden und (3) eine der Hyaden in der griechischen Mythologie. Die letzte Interpretation scheint am wahrscheinlichsten, da Coggia auch (193) Ambrosia nach einem Mitglied der Hyaden benannte.

## Wissenschaftliche Auswertung
Aus Ergebnissen der IRAS Minor Planet Survey (IMPS) wurden 1992 erstmals Angaben zu Durchmesser und Albedo für zahlreiche Asteroiden abgeleitet, darunter auch (217) Eudora, für die damals Werte von 66,2 km bzw. 0,05 erhalten wurden. Eine Auswertung von Beobachtungen durch das Projekt NEOWISE im nahen Infrarot führte 2011 zu vorläufigen Werten für den Durchmesser und die Albedo im sichtbaren Bereich von 69,7 km bzw. 0,04. Nach neuen Messungen von NEOWISE wurden die Werte 2014 auf 65,4 km bzw. 0,05 geändert. Nach der Reaktivierung von NEOWISE im Jahr 2013 und Registrierung neuer Daten wurden die Werte 2016 angegeben mit 69,9 km bzw. 0,04, diese Angaben beinhalten aber hohe Unsicherheiten.
Eine spektroskopische Untersuchung von 820 Asteroiden zwischen November 1996 und September 2001 am La-Silla-Observatorium in Chile ergab für (217) Eudora eine taxonomische Klassifizierung als X-Typ. Nach spektroskopischen Messungen mit der Infrared Telescope Facility (IRTF) am Mauna-Kea-Observatorium auf Hawaiʻi wurde in einer Untersuchung von 2004 eine taxonomische Einstufung als M-Typ vorgeschlagen.
Erste photometrische Beobachtungen des Asteroiden fanden statt vom 25. April bis 26. Mai 1996 am Charkiw-Observatorium in der Ukraine. Die aufgezeichnete Lichtkurve war allerdings lückenhaft, so dass für die Rotationsperiode nur ein möglicher Wert von 12,54 h abgeschätzt werden konnte. Bei Asteroiden mit Rotationsperioden von ungefähr einem halben oder ganzzahligen Erdtag kann an einem Observatorium oft nur eine unvollständige Lichtkurve aufgenommen werden, da in jeder Nacht immer wieder derselbe Abschnitt der Lichtkurve erfasst wird. Vom 30. Mai bis 23. Juni 2006 erfolgten daher koordinierte Beobachtungen des Asteroiden am Altimira Observatory in Kalifornien und am Blauvac-Observatorium in Südfrankreich. Daraus konnte ein zuverlässiger Wert von 25,25 h für die Rotationsperiode bestimmt werden. Neue Messungen erfolgten am Organ Mesa Observatory in New Mexico. Bei einer ersten Gelegenheit vom 24. Februar bis 14. April 2010 ergab sich ein wahrscheinlichster Wert von 25,47 h (obwohl andere nicht völlig ausgeschlossen werden konnten), während eine weitere Beobachtung vom 12. Mai bis 11. Juli 2011 die Messung aus 2006 mit einem Wert von 25,253 h bestätigen konnte. Auch eine dritte Beobachtung am Organ Mesa Observatory vom 8. November bis 10. Dezember 2012 führte zu einem Wert von 25,272 h.
Mit einer Auswertung astrometrischer und photometrischer Daten des Gaia DR2-Katalogs im Jahr 2018 konnte mit der Methode der konvexen Inversion ein Gestaltmodell des Asteroiden mit zwei alternativen Lösungen für die Position der Rotationsachse und eine Periode von 25,262 h  bestimmt werden. Eine neue Auswertung im folgenden Jahr in Verbindung mit Daten des Lowell-Observatoriums führte nun zu einer eindeutigen Position der Rotationsachse mit retrograder Rotation und einer verbesserten Periode von 25,2626 h. Eine weitere Untersuchung von 2019 konnte mit einer Auswertung photometrischer Daten des Gaia DR2-Katalogs für ein dreiachsig-ellipsoidisches Gestaltmodell eine Rotationsperiode von 25,2553 h, aber keine Lage der Pole bestimmen.
Aus archivierten Daten des Asteroid Terrestrial-impact Last Alert System (ATLAS) aus dem Zeitraum 2015 bis 2018 konnte in einer Untersuchung von 2022 mit der Methode der konvexen Inversion eine Rotationsperiode von 25,267 h berechnet werden. Im Jahr 2023 wurde aus photometrischen Messungen von Gaia DR3 erneut ein dreidimensionales Gestaltmodell des Asteroiden für zwei alternative Rotationsachsen mit retrograder Rotation und einer Periode von 25,262 h berechnet.
Abschätzungen von Masse und Dichte für den Asteroiden (217) Eudora aufgrund von gravitativen Beeinflussungen auf Testkörper hatten in einer Untersuchung von 2012 zu einer Masse von etwa 1,52·1018 kg geführt und mit einem angenommenen Durchmesser von etwa 68,6 km zu einer als unrealistisch bewerteten Dichte von 8,98 g/cm³ bei keiner Porosität.